# Perfect Symmetry
Perfect Symmetry (у преводу, Савршена симетрија) је трећи студијски албум енглеске рок групе Кин, који је издат 13. октобра 2008. године у Уједињеном Краљевству. Назив албума објављен је 31. јула 2008. године. Група је у потпуности променила свој изглед, а за нови албум је речено да је веома неочекиван.
Музички посматрано, Perfect Symmetry представља напуштање звука пијано-попа; први пут откако је група настала уводе се гитаре, више се ослања на синтесајзере него што је то претходни албум, Under the Iron Sea, чинио, а такође се експериментише са другим инструментима, као што су музичка тестера и саксофон. Такође је уочљив и стил, на који је утицао синт поп, у песмама као што су "Spiralling" и "Again and Again". Албум је производ опуштенијег и креативнијег процеса снимања, у поређењу са напетим сесијама из доба албума Under the Iron Sea. Једна од малобројних песама у којима доминира клавир је песма истог имена као и албум.
Омот албума откривен је 5. септембра 2008. године. Тим Рајс-Оксли је објаснио да су слике чланова групе, заправо, фотографије скулптура чланова, које су веће од стварне величине и које је направио корејски уметник Осанг Гвон. Имплицирано је да ће те скулптуре чинити основу за промоцију албума до дана издавања. Такође је откривено да је први пуни сингл са албума песма "The Lovers Are Losing", који је издат 20. октобра 2008. године. Следећи сингл је био "", издат 29. децембра 2008. године.
Од 6. октобра, цео албум, заједно са коментарима чланова групе, могуће је стримовати на сајту .

## Списак песама
- Све песме су написали Тим Рајс-Оксли, Том Чаплин и Ричард Хјуз, осим прве песме (Рајс-Оксли, Чаплин, Хјуз, Џеси Квин).

Додатне песме
iTunes верзија:
Јапанска верзија:

### Бонус
1. Документарни филм о прављењу
2. Коментар за сваку песму
3. "" (проба уживо)
4. "" (демо)
5. "" (демо)
6. "" (демо)
7. "" (демо)
8. "" (демо)
9. "" (демо)
10. "" (демо)
11. "" (демо)
12. "" (демо)
13. "" (демо)
14. "" (демо)

## Издање
- 13. октобар 2008 широм света, искључујући:

- 10. октобар: Аустрија, Немачка, Ирска, Холандија, Швајцарска
- 11. октобар: Аустралија
- 14. октобар: Канада, Чиле, Колумбија, Мексико, Шпанија, Сједињене Државе
- 15. октобар: Финска, Румунија, Шведска
- 16. октобар: Тајланд
- 17. октобар: Јужна Африка
- 20. октобар: Индонезија
- 21. октобар: Кореја
- 23. октобар: Аргентина
- 28. октобар: Бразил
- 31. октобар: Данска, Тајван
- 17. новембар: Француска
- 2. јануар 2009: Кина

## Продаја
| Држава               | Највиша позиција | Продаја  |
| -------------------- | ---------------- | -------- |
| Уједињено Краљевство | #1               | 300.000+ |
| Аргентина            | #1               | 20.000   |
| Мексико              | #1               | N/A      |
| Аустралија           | #3               | N/A      |
| Холандија            | #3               | N/A      |
| Ирска                | #4               | N/A      |
| Португал             | #5               | N/A      |
| Швајцарска           | #6               | N/A      |
| Канада               | #7               | N/A      |
| Шпанија              | #7               | N/A      |
| Сједињене Државе     | #7               | 44.000   |
| Белгија              | #8               | N/A      |
| Немачка              | #10              | N/A      |
| Шведска              | #18              | N/A      |

Укупно - 681.000 копија.